# Borrell II av Barcelona
Borrell II av Barcelona, död 993, var regerande greve av Barcelona mellan 947 och 993.
Hans regeringstid räknas som den period när grevedömet Barcelona (Katalonien) blev en självständig stat. År 985 anfölls och skövlades staden Barcelona av morerna som tog många innevånare som slavar. När Borrell bad den frankiska kungen om hjälp, möttes han med en begäran om att bevisa sin lojalitet. Detta ledde till att Barcelona därefter inte längre ansåg sig vara vasall under franska kungen.